# Henry Edward Manning
 (mai 2017).
Pour les articles homonymes, voir Manning.
Henry Edward Manning, né le 15 juillet 1808 à Totteridge (Hertfordshire, Grande-Bretagne) et mort le 14 janvier 1892 à Londres, est un ecclésiastique anglican qui, devenu catholique en 1851, fut archevêque catholique de Westminster, En 1875 il fut créé cardinal.

## Jeunesse et formation
Henry Manning est le troisième et dernier fils de William Manning, négociant, directeur et gouverneur de la Banque d'Angleterre en 1812-1813, et député tory (conservateur) à la Chambre des communes pendant près de trente ans. Sa mère, Mary Hunter, fille de Henry Leroy Hunter, originaire de Beech Hill (Reading), est issue d'une famille supposée d'origine française.
Henry Manning passa la plus grande partie de sa jeunesse à Coombe Bank (Kent), où il se lia avec Charles et Christopher Wordsworth, futurs évêques anglicans de Saint-Andrews et de Lincoln. De 1822 à 1827, il fréquenta Harrow School, sous la direction de G. Butler, mais ne s'y distingua guère, si ce n'est en cricket, dont il fut membre de l'équipe en 1825.
À partir de 1827, il étudia à l'université d'Oxford, au Balliol College, et s'imposa comme orateur (debater) à l'Oxford Union, où William Gladstone lui succéda en tant que président en 1830. Il envisageait une carrière politique, mais son père subit alors des pertes financières importantes. Dans ces circonstances, Manning, ayant achevé brillamment ses études, obtint en 1831 un poste d'employé au Colonial Office.
Cependant, sous l'influence des idées protestantes évangéliques, qui le marquèrent durablement, il démissionna dès l'année suivante, optant pour la carrière ecclésiastique.

## Ecclésiastique anglican
De retour à Oxford, Henry Manning enseigna au Merton College, et fut ordonné prêtre anglican. En 1833, il obtint la cure de Lavington-with-Graffham (Sussex), grâce à l'influente protection de Mrs. Sargent. Le 7 novembre 1833, il épousa la petite-fille de sa protectrice, Caroline, lors d'une cérémonie célébrée par le beau-frère de la mariée, Samuel Wilberforce, futur évêque anglican d'Oxford et Winchester. Cette union fut de courte durée : la jeune et belle Caroline, de constitution fragile, mourut le 24 juillet 1837, sans enfant. Lorsque, des années plus tard, Manning, depuis longtemps prélat catholique, mourut, on trouva un médaillon portant le portrait de son épouse suspendu autour de son cou.
La tristesse qui l'assombrit alors le rendit d'autant plus réceptif aux théories du Mouvement d'Oxford; et, bien qu'il ne se fût jamais officiellement reconnu comme un disciple de John Henry Newman, l'influence de ce dernier rapprocha de plus en plus ses vues théologiques des théories de la Haute Église anglicane (High Church). Son sermon sur la « Rule of Faith », officialisa son alliance avec les membres du Mouvement d'Oxford.
En 1838, il prit une part importante dans le Church education movement, qui établit dans tout le pays des conseils diocésains. Il écrivit alors une lettre ouverte à son évêque, dans laquelle il critiquait la mise en place récente de la Commission ecclésiastique. En décembre de la même année, il se rendit pour la première fois à Rome, où il rencontra l'archevêque de Westminster, Nicholas Wiseman, en compagnie de Gladstone.
En janvier 1841, Shuttleworth, évêque anglican de Chichester, le nomma archidiacre, et Manning entreprit alors une tournée de chacune des paroisses de son district, achevée en 1843. En 1842, il écrivit un traité sur l'unité de l'Église, et ses talents d'orateur lui firent obtenir un poste de prédicateur à l'université d'Oxford. Dans le même temps, il succéda à Newman à la chaire que ce dernier, désormais vicaire de Saint-Mary-the-Virgin, venait d'abandonner.
Quatre volumes de ses sermons furent publiés de 1842 à 1850. En 1844, son portrait fut réalisé par George Richmond, et la même année, il fit paraître un volume de sermons prononcés à l'université, omettant celui sur le « Gunpowder Plot ». Ce texte avait contrarié Newman et ses disciples les plus proches. Cependant, il montre qu'à cette date, Henry Manning était encore fidèle au protestantisme de l'Église d'Angleterre. En 1845, la rupture de Newman avec l'église anglicane plaça Manning au premier plan des chefs de la Haute Église (High Church), aux côtés d'Edward Bouverie Pusey, John Keble et Marriott. Mais à cette époque, il était surtout très proche de Gladstone et de James Robert Hope-Scott.

## Conversion au catholicisme

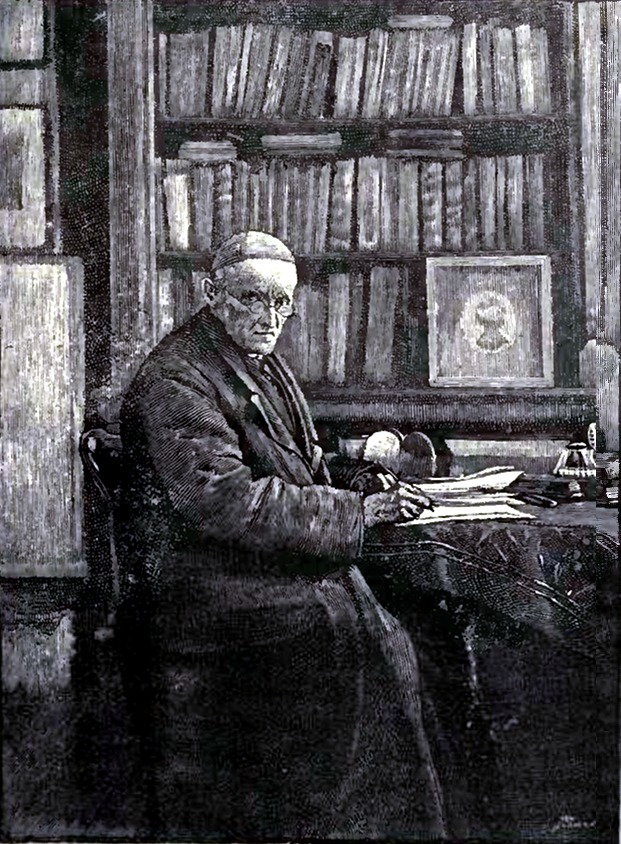
Le cardinal Manning au travail (illustration tirée d'un magazine, 1893)

L'attachement d'Henry Manning à l'Église anglicane fut brisé en 1850, lorsque le Conseil privé obtint la nomination d'un ecclésiastique anglican (George Cornelius Gorham) que beaucoup, dont Manning, considéraient comme un hérétique. L'année suivante, il fut reçu dans l'Église catholique, alla étudier la théologie à Rome, et, peu après, fut ordonné prêtre catholique. Il revint en 1854 en Angleterre où il fit en faveur de sa foi nouvelle une ardente propagande. Devenu successivement prévôt du chapitre de Westminster, prélat domestique du Pape, et étant donné ses qualités et sa réputation, il s'éleva rapidement à une position influente, et, en 1865, fut nommé archevêque catholique de Westminster, succédant au cardinal Wiseman.
Son œuvre en tant que chef de l'Église catholique d'Angleterre est importante, et comprend notamment la construction de la cathédrale de Westminster, et le développement considérable de l'enseignement catholique dans le royaume. Mgr Manning avait été un des plus ardents défenseurs du pouvoir temporel du Pape. Le 15 mars 1875, il fut créé cardinal par le pape Pie IX, et participa au conclave de 1878 qui élut le pape Léon XIII.

## Influence
Henry Manning exerça une grande influence sur la réflexion de l'Église catholique moderne sur les questions sociales. Ses relations amicales avec le pape Léon XIII, et ses idées ultramontaines donnèrent d'autant plus de poids à ses positions ; à la différence du cardinal Newman, il soutint fortement la doctrine de l'infaillibilité pontificale.
Marqué par le protestantisme évangélique, Manning défendit une vision nouvelle et moderne de la justice sociale dans la doctrine catholique, soulignant l'importance des responsabilités sociales de l'Église dans le monde contemporain. Ces idées se retrouvent en partie dans l'encyclique de Léon XIII, Rerum Novarum. C'est pourquoi on peut dire que l'actuelle doctrine sociale de l'Église a été indirectement influencée par le christianisme évangélique de John Wesley, par le biais du cardinal Manning.
Le cardinal Manning soutint les revendications des dockers du port de Londres au cours de leur grève du 14 août 1889. La modération de sa parole, comme le grand respect dont il jouissait, fit qu'il fut appelé à jouer un rôle actif comme médiateur. Son intervention permit la conclusion d'un accord satisfaisant, appelé par la suite la « Paix du cardinal », faisant retourner au travail 250 000 ouvriers menaçants. Il joua également un  rôle important dans des conversions de personnalités, dont Elizabeth Belloc, mère de l'écrivain britannique Hilaire Belloc, sur lequel la pensée de Manning eut une grande influence. À la mort du cardinal Manning, ses biens furent estimés à 3 527 livres sterling.